# Alejandro Ferrer
Alejandro Guillermo Ferrer López (Ciudad de Panamá, Panamá; 1 de febrero de 1967) es un político y abogado panameño. Fue vicecanciller de Panamá, ministro de Comercio e Industrias y  Ministro de Relaciones Exteriores entre 2019 y 2020, durante el gobierno del presidente Laurentino Cortizo.

## Biografía
Nació en Panamá el 1 de febrero de 1967, hijo de Enna López de Ferrer y Alejandro Ferrer Stanziola. Está casado con Irene Arias Galindo y tiene 2 hijas.
Se graduó del Colegio La Salle y continuó estudios universitarios en la Universidad Católica Santa María La Antigua, donde en 1990, se tituló de licenciado en Derecho y Ciencias Políticas, summa cum laude. En 1992 obtuvo la maestría en Derecho y en el año 2000 el doctorado en la Ciencia del Derecho en la Universidad de Míchigan, como becario Fullbright. Participó además de un curso de Liderazgo Global y Políticas Públicas para el siglo XXI en la Universidad de Harvard.
Recibió en el 2008 el título de Líder Joven Global del Foro Económico Mundial y el Premio de Integridad, categoría Ética Gubernamental, del capítulo panameño de Transparencia Internacional. Durante su gestión fue reconocido junto con el Tribunal Electoral como las entidades con mayor transparencia en la obligación de informar por la Alianza Ciudadana Pro-Justicia.
Fue presidente de la Fundación Amador (Museo de la Biodiversidad) del 2006 al 2013. Es CALI fellow.

## Carrera política
En 1993 actuó como Asesor Legal de la Comisión de Adhesión de Panamá ante el GATT y hasta 1994, pasó a ser Representante Permanente Adjunto ante dicho organismo. Entre 1998 y 1999 fue miembro de la Comisión Presidencial contra el Lavado de Dinero, y en los períodos 1996-1999 y 2008-2009, fue miembro del Consejo de Relaciones Exteriores.
Entre 1994 y 1995 fungió como embajador representante permanente ante la Organización Mundial del Comercio en Ginebra, Suiza y embajador alterno ante la Naciones Unidas y demás organismos internacionales. Entre 1995 y 1996, fue Consejero de Comercio Exterior en la Embajada de Panamá en Washington. Entre 1996 y 1997 fue Viceministro de Relaciones Exteriores.

### Ministro de Comercio e Industrias
Fue ministro de Comercio e Industrias desde 2004 a 2008, designado por el entonces presidente Martín Torrijos Espino.
Durante su gestión como ministro logró, mediante adecuadas políticas de promoción, que Panamá superará por primera vez los mil millones en exportaciones, durante varios años. También impulsó la Ley de Sedes Multinacionales, que ha logrado atraer a más de 150 empresas de renombre mundial al país, generando miles de empleos.

### Ministro de Relaciones Exteriores
El 22 de mayo de 2019, fue designado Ministro de Relaciones Exteriores de Panamá por el presidente electo Laurentino Cortizo Cohen. Luego de una gestión de aproximadamente 1 año y medio, presentó su renuncia al cargo el 2 de diciembre de 2020, la cual fue aceptada de forma inmediata por el presidente. En su reemplazo, se nombró a Erika Mouynes como nueva Canciller.